# Tin Machine II
Tin machine II är ett album av gruppen Tin Machine som spelades in i A&M Studios, LA och släpptes 2 september 1991. Omslaget på USA utgåvan fick censureras.

## Låtlista
Låtar där inget annat anges är skrivna av David Bowie och Reeves Gabrels.
1. "Baby Universal" - 3.18
2. "One Shot" (David Bowie, Reeves Gabrels, Hunt Sales, Tony Sales) - 5.11
3. "You Belong in Rock 'n' Roll" (David Bowie, Reeves Gabrels) - 4.07
4. "If There is Something" (Bryan Ferry) - 4.45
5. "Amlapura" - 3.46
6. "Betty Wrong" - 3.48
7. "You Can't Talk" (David Bowie, Reeves Gabrels, Hunt Sales, Tony Sales) - 3.09
8. "Stateside" (David Bowie, Hunt Sales) - 5.38
9. "Shopping for Girls" - 3.44
10. "A Big Hurt" (David Bowie) - 3.40
11. "Sorry" (Hunt Sales) - 3.29
12. "Goodbye Mr. Ed" (David Bowie, Hunt Sales, Tony Sales) - 3.24
13. "Hammerhead" (David Bowie, Hunt Sales) - 0.57

"Hammerhead" var ett onoterat instrumentalt spår. En längre version med sång utgavs som B-sida på singeln "You Belong in Rock 'n' Roll".

## Producerades av
Tin Machine och Tim Palmer

## Singlar som släpptes i samband med detta album
- "Baby Universal"
- "You Belong in Rock 'n' Roll"

## Medverkande
- David Bowie - Sång, gitarr, piano, saxofon, kör
- Reeves Gabrels - Gitarr, orgel, kör
- Hunt Sales - Trummor, sång, kör
- Tony Sales - Bas, kör
- Tim Palmer - Piano
- Kevin Armstrong - Piano, gitarr